# Laniello
Laniello (en asturiano y oficialmente: Ḷḷanieḷḷu) es un lugar que pertenece a la parroquia de Bustiello de la Cabuerna en el concejo de Tineo (Principado de Asturias). Se encuentra a 479 m s. n. m. y está situada a 12,40 km de la capital del concejo, la villa de Tineo. 

## Población
En 2020 contaba con una población de 2 habitantes (INE, 2020) repartidos en un total de 5 viviendas (INE, 2010).